# Fedelm Noíchride
Fedelm Noíchride ['fʼeðʼelm 'noiçrʼiðʼe] („Fedelm Neun-Herz“), auch Fedelm Noíchrothach („Fedelm Neunmalschön“), ist der Name einer Sagengestalt aus der keltischen Mythologie Irlands.
In der Táin Bó Cuailnge („Der Rinderraub von Cooley“) ist Fedelm Noíchride die Tochter des Königs von Ulster, Conchobar mac Nessa und die Gattin Cairbre Nia-Fers, des Königs von Tara. Sie beginnt ein Liebesverhältnis mit dem Ulter Helden Cú Chulainn, obwohl in einer späteren korrigierten Fassung des Textes ihre Dienerin die Liebhaberin gewesen sein soll. Nach Cairbres Tod durch die Hand Cú Chulainns heiratet Fedelm Conall Cernach, der ihren Sohn Erc mac Cairbri Niad-Fer aus Rache für Cú Chulainns Ermordung erschlagen hatte.
In der Erzählung Fled Bricrenn („Bricrius Fest“) wird Fedelm Noíchride als Gattin des Kriegers Loegaire Buadach genannt.